# Сараленд
Сараленд (англ. Saraland) — місто (англ. city) в США, в окрузі Мобіл штату Алабама. Населення — 16 171 особа (2020).

## Географія
Сараленд розташований за координатами 30°49′54″ пн. ш. 88°5′39″ зх. д. / 30.83167° пн. ш. 88.09417° зх. д. (30.831585, -88.094117).  За даними Бюро перепису населення США в 2010 році місто мало площу 60,46 км², з яких 60,02 км² — суходіл та 0,44 км² — водойми. В 2017 році площа становила 80,04 км², з яких 79,47 км² — суходіл та 0,57 км² — водойми.

## Демографія
Згідно з переписом 2010 року, у місті мешкало 13 405 осіб у 5208 домогосподарствах у складі 3757 родин. Густота населення становила 222 особи/км².  Було 5828 помешкань (96/км²).
Расовий склад населення:
| - 83,7 % — білих - 12,0 % — чорних або афроамериканців - 0,8 % — корінних американців - 0,6 % — азіатів - 0,1 % — вихідців з тихоокеанських островів - 1,5 % — осіб інших рас |

До двох чи більше рас належало 1,4 %. Частка іспаномовних становила 2,5 % від усіх жителів.
За віковим діапазоном населення розподілялося таким чином: 22,9 % — особи молодші 18 років, 61,3 % — особи у віці 18—64 років, 15,8 % — особи у віці 65 років та старші. Медіана віку мешканця становила 40,0 року. На 100 осіб жіночої статі у місті припадало 97,7 чоловіків;  на 100 жінок у віці від 18 років та старших — 94,7 чоловіків також старших 18 років.
Середній дохід на одне домашнє господарство  становив 62 662 долари США (медіана — 52 621), а середній дохід на одну сім'ю — 72 668 доларів (медіана — 62 308). Медіана доходів становила 53 071 долар для чоловіків та 37 227 доларів для жінок. За межею бідності перебувало 11,2 % осіб, у тому числі 7,8 % дітей у віці до 18 років та 9,5 % осіб у віці 65 років та старших.
Цивільне працевлаштоване населення становило 5775 осіб. Основні галузі зайнятості: освіта, охорона здоров'я та соціальна допомога — 23,2 %, виробництво — 18,0 %, мистецтво, розваги та відпочинок — 10,5 %, науковці, спеціалісти, менеджери — 10,0 %.